# Худайкулиев, Атадурды
Атадурды́ (Ата Дурдыевич) Худайкули́ев (30.03.1930 — 1994) — советский и туркменский учёный в области биологии, генетики и селекции хлопчатника, академик ВАСХНИЛ (1982).

## Биография
Окончил Туркменский СХИ им. М. И. Калинина (1953). Потомственный хлопкороб.
В 1953—1956 научный сотрудник Туркменского НИИ земледелия. В 1956—1959 заведующий отделом селекции и семеноводства хлопчатника, в 1959—1964 директор Ташаузской областной сельскохозяйственной опытной станции. В 1964—1967 директор Иолотанской селекционной опытной станции.
В 1967—1988 директор, с 1988 г. — заведующий отделом селекции и семеноводства средневолокнистого хлопчатника Туркменского НИИ земледелия. Одновременно с 1983 г. генеральный директор НПО «Семена».
Соавтор районированных скороспелых сортов средневолокнистого хлопчатника Ташауз-1608, Ташауз-17, Аш-35С и др. с высокой продуктивностью и хорошим качеством волокна.
Доктор сельскохозяйственных наук (1974), диссертация: Селекция хлопчатника вида Gossypium hirsutum. L. на качество волокна : диссертация … доктора сельскохозяйственных наук : 06.01.05. — Ашхабад, 1974. — 338 с. : ил.
Академик ВАСХНИЛ (1982, член-корреспондент с 1978).
Автор (соавтор) около 100 научных трудов, в том числе монографии: Селекция хлопчатника вида Gossypium pirsutum L. на качество волокна. — Ашхабад: Ылым, 1976. — 244 с.
Депутат Верховного Совета Туркменской ССР VI созыва (1963—1967).
Дочь Мая — переводчик, преподаватель.

## Награды, премии, почётные звания
- Лауреат премии Совета Министров СССР (1984). Награждён орденом «Знак Почёта», 2 медалями СССР, 3 золотыми и бронзовой медалью ВДНХ.
- Медаль «За любовь к Отечеству» (21 октября 2016 года, посмертно) — за большие успехи в упрочении независимости и суверенитета Туркменистана, приумножении экономического потенциала и международного авторитета страны, реализации государственных программ по планомерному развитию промышленной, нефтегазовой, транспортно-коммуникационной, сельскохозяйственной и водохозяйственной отраслей, других секторов экономики, в образцовой государственной и общественной деятельности, за весомый вклад в ускоренное развитие сфер науки и техники, литературы, культуры и искусства, физкультуры и спорта, образования, здравоохранения и социальных услуг, воспитание молодёжи в духе безграничной любви, уважения и преданности Родине, мужества и добросовестности, учитывая особые заслуги перед независимым государством и родным народом, многолетний добросовестный, и самоотверженный труд, а также в ознаменование славного 25-летнего юбилея великой независимости нашего нейтрального государства[3].